# Jean Cornu
Jean Cornu es un escultor francés, nacido en 1650 y fallecido en 1715.
Sus obras estuvieron destinadas a embellecer los jardines del Palacio de Versailles. 

## Biografía
Jean Cornú nació en 1650, en la ciudad de París. Su padre era natural de Dieppe y allí fue donde mandó a su hijo, para formarse en el taller de un escultor especializado en la talla de marfil. Así los primeros trabajos de Cornú, debieron ser en este material, aunque ninguno se conserva. Desempeñó labores de escultor ordinario para la corte de Luis XIV de Francia. En 1673 se le concedió el Gran Premio Colbert, que con el tiempo sería conocido por Premio de Roma. En 1678 obtiene el 2.º Premio de escultura en la escuela de Roma. 
Colbert fue primer ministro del rey de Francia, y asignó un fondo económico para enviar a Roma a un grupo de artistas, que estudiasen los tesoros de la Antigüedad y trajesen copias de los mismos para embellecer el Palacio de Versailles. Cornú trabajó en la decoración de las fachadas del Palacio, con figuras alegóricas de la música, la poesía lírica y figuras de la mitología como Calíope; y en las esculturas de los jardines, con el Hércules Farnesio, que esculpió en mármol a partir de una copía en escayola traída de Roma y la figura alegórica de África, así como con grandes jarrones ornamentales con relieves basados en la mitología clásica. Colaboró con distintos escultores, y muchos trabajos realizados para el rey no tienen un autor concreto, asignándose al grupo de escultores del rey la autoría de las piezas. Los dibujos de las esculturas de la fachada de Versailles eran de Charles Le Brun, y a partir de éste trabajaban los escultores.
Fue nombrado miembro de la academia el 5 de julio de 1681, y profesor en 1706.
Según las diferentes fuentes pudo fallecer en 1710 a los 60 años o en 1715, el mismo año que el rey para el que trabajó.

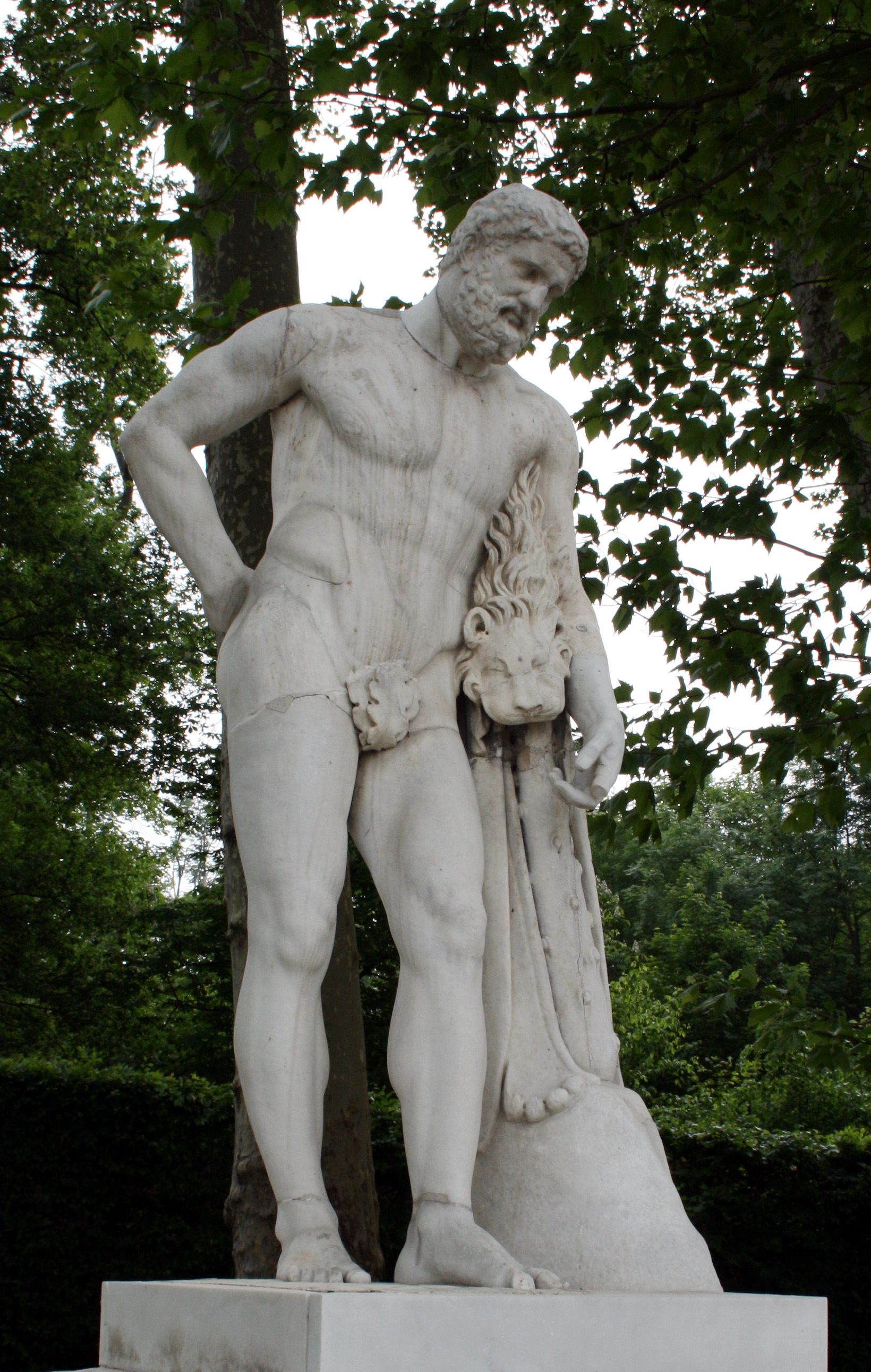
Hercules farnesio en los jardines de Versailles.

## Obras
- Jarrones ornamentales de los jardines del Palacio de Versailles.
  - "Le sacrifice d'phigénie[3] (1683), mármol, jarrón Médicis con relieves. Parterre de Latone, Versailles.  (enlace roto disponible en Internet Archive; véase el historial, la primera versión y la última).
  - Bacchus, (1675-1683), mármol, jarrón Borghese. Parterre de Latone, Versailles. Inscrito patrimonio Mundial de la Unesco: 1979
  - Dos jarrones con relieves de ramas de Roble. mármol. Jardines de Versailles.
- Les Lutteurs (los luchadores), grupo en mármol, copiado de la obra clásica.
- América,(1682), mármol, en los jardines del Palacio de Versailles. Realizada junto a P.Picart.[4] Forma parte de la decoración encargada por Luis XIV, para el Parterre d'Eau de Versailles, y es una de las cuatro estatuas unidas bajo el título de "las cuatro partes del mundo".

- Copia del Hércules Farnesio, (1684-1686) en el Jardín del Rey del Palacio de Versailles. Mármol tallado en Versailles a partir de una copia en escayola,[5] trasladada al Palacio desde Roma.
- La música, (1688) estatua en piedra, fachada del Palacio de Versailles
- la Poesía lírica,(1688) estatua en piedra, fachada del Palacio de Versailles
- Venus dando armas a Eneas,[6] (1704), Metropolitan Museum, Nueva York.
- África[7] (1682-1694) (enlace roto disponible en Internet Archive; véase el historial, la primera versión y la última). estatua alegórica, mármol, en los jardines del Palacio de Versailles. Realizada en colaboración con Georges Sibrayque, forma parte de la decoración encargada por Luis XIV, para el Parterre d'Eau de Versailles, y es una de las cuatro estatuas unidas bajo el título de "las cuatro partes del mundo".

- Calíope, en los almacenes del Palacio de Versailles,  las esculturas originales del siglo XVII fueron retiradas de las fachadas y almacenadas durante la restauración del palacio realizada a comienzo del siglo XX.

### Curiosidades
Son famosas las fotografías que de sus jarrones ornamentales hizo Eugène Atget a principio del siglo XX.